# Kizeli önkormányzati járás

A Kizeli önkormányzati járás a Permi határterületen

A Kizeli önkormányzati járás (oroszul Кизеловский район) Oroszország egyik járása a Permi határterületen. Székhelye Kizel.

## Népesség
- 2002-ben 35 100 lakosa volt, melynek 80,5%-a orosz, 12,7%-a tatár, 1,8%-a ukrán nemzetiségű.
- 2010-ben 25 065 lakosa volt, melyből 20 118 orosz, 2 609 tatár, 311 ukrán, 208 német, 115 baskír stb.